# コンスタンティン・カキュシス
コンスタンティン・カキュシス（ギリシア語: Κωνσταντίνος Κακιούσης コンスタンティノス・カキュシス、英語: Constantin Cakioussis、簡体字中国語: 康斯坦丁·卡其武斯、1956年1月8日 - ）は、ギリシャの外交官、大使。2018年から2021年にかけて駐日大使を務めていた。

## 来歴
1984年に外務省へ入省した後、在アルギロカストロ（ジロカストラ）総領事やユーゴスラビア紛争担当の本省勤務、在ライプツィヒ総領事、在広州総領事、中東・北アフリカ・湾岸諸国経済関係局局長、ロシア・ウクライナ・ベラルーシ・コーカサス・黒海諸国・中央アジア局局長を経て、2018年より駐日大使。母国語のギリシャ語に加え英語とフランス語に堪能で、イタリア語も解する。
2020年8月6日、原爆投下から75年目を迎える広島で開催された平和記念式典に参列し、原爆死没者への哀悼と平和への祈りを捧げた。
駐日大使在任時の2021年は、2020年東京オリンピック開催（COVID-19の影響で2021年に延期された）およびギリシャ独立200周年という節目の年であり、独立記念日の3月25日にカキュシス大使は両者と日希両国の友好関係を祝賀するビデオメッセージを公開した。
2021年12月10日付で旭日大綬章を受章した。

## 学歴
- 1979年: パンテイオン大学（ギリシア語版、英語版）で政治学学位取得[2]
- 1984年: アテネ大学法学部で法学位取得[3]

## 外交経歴
- 1984年 - 1985年: 外務省（ギリシア語版、英語版）外交研究センター[2][3]
- 1985年 - 1989年: 外務省中央管理部儀典局[2][3]
- 1989年 - 1994年: 在フィンランド大使館副大使、うち1993年よりエストニアを兼轄[2][3]
- 1994年 - 1997年: 在クロアチア大使館副大使兼欧州共同体監視団（ECMM）ギリシャ代表、うち1995年よりECMM代表政治顧問を兼任[2][3]
- 1997年 - 1999年: 在アルギロカストロ（ジロカストラ）総領事[2][3]
- 1999年　　　　　　: 外務省環境保護局政治顧問[2][3]
- 1999年 - 2002年: 外務省南東欧安定化協定（SPSEE）担当デスク[2][3]
- 2002年 - 2005年: 外務省上級政治顧問兼在マケドニア旧ユーゴスラビア共和国（FYROM）欧州連合（EU）臨時特別代表[2][3]
- 2006年 - 2009年: 在ライプツィヒ総領事[2][3]
- 2009年 - 2015年: 在広州総領事[2][3]
- 2015年 - 2017年: 外務省中東・北アフリカ・湾岸諸国経済関係局局長[2][3]
- 2017年 - 2018年: 外務省ロシア・ウクライナ・ベラルーシ・コーカサス・黒海諸国・中央アジア局局長[2][3]
- 2018年 - 2021年: 駐日大使[2][3]、信任状捧呈は10月18日[7]